# آرون (اکلاهما)
آرون، اکلاهما (به انگلیسی: Aaron, Oklahoma) یک شهر متروکه در ایالات متحده آمریکا است که در اکلاهما واقع شده‌است.